# Nechanice
Nechanice (in tedesco Nechanitz) è una città della Repubblica Ceca facente parte del distretto di Hradec Králové, nella regione omonima.

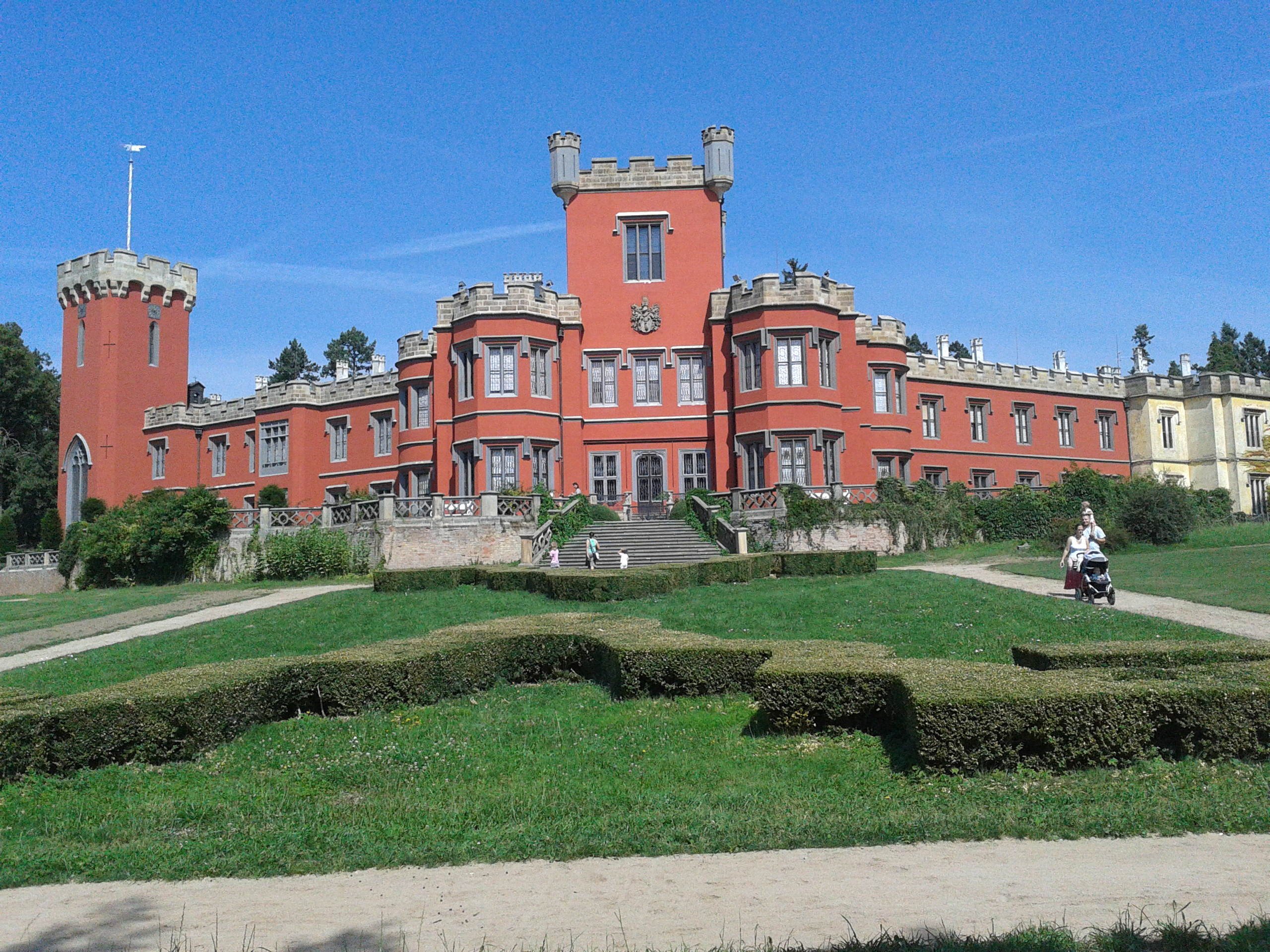
Facciata del castello

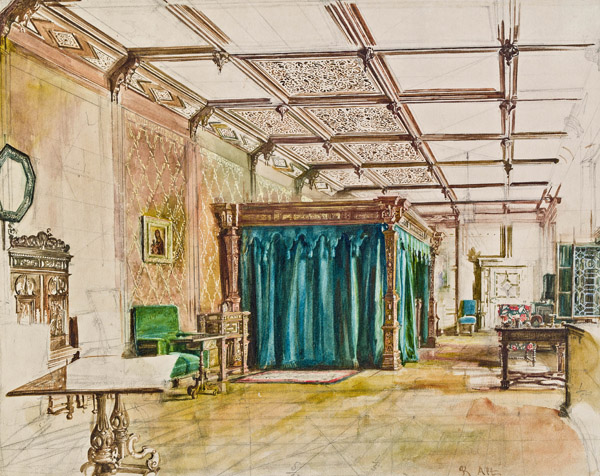
Uno scorcio interno del castello in un dipinto di Rudolf von Alt

## Il castello Hrádek u Nechanic
Si tratta di un castello romantico, in stile neogotico ispirato al castello di Windsor.
Il castello venne costruito negli anni 1841-1854 come sede di rappresentanza di František Arnošt dei conti di Harrach. A redigere il progetto fu l'architetto revivalista inglese Edward Buckton Lamb. Il castello è stato soprannominato "Piccola Hluboká" per la sua somiglianza con il maniero di Hluboká nad Vltavou. Nel 1945 il castello venne nazionalizzato nel quadro dei Decreti Beneš.
Gli interni storici sono riccamente arredati con mobili originali e collezioni di artigianato; tra questi ambienti spiccano il "Salone Dorato", la biblioteca, la pinacoteca, la cappella di Sant'Anna e un teatro.
Il vasto parco all'inglese (30 ettari) presenta un notevole interesse naturalistico e paesaggistico.
Le scene di diversi film sono state girate nel castello Hrádek u Nechanic; tra questi Dark Blue World e La vera storia di Jack lo squartatore - From Hell.
Il terreno su cui sorge il castello appartiene al territorio dei comuni di Nechanice e della vicina Hrádek. L'edificio principale, comunque, appartiene al catasto di Nechanice.